# بيهافانا بالاشاندران
بيهافانا بالاشاندران (ولدت في 6 يونيو 1986، والمعروفة عادةبالاسم المسرحي بيهافانا، هي ممثلة هندية التي مثلت في أفلام المالايالامية، التاميلية والتيلوجو. ظهرت لأول مرة في نامال كامال الذي حصل على اشادة من النقاد ودرجات الشرف مختلفة، من بينها جائزة الدولة.

## العائلة
ولدت كارثيكا، بيهافانا هي ابنة مساعد المصور السينمائي، G. بالاشاندران مينون وبوشبا. لها أخ واحد اسمه جايتديف الذي يعيش حاليا في فانكوفر، كندا. [بحاجة لمصدر]

## حياتها المهنية
ظهرت لأول مرة في فيلم المايانامارية نامال المقابل للقادمين الجدد مثل سيدارت، جيشنو ورينوكا مينون. الفيلم لاقى نجاحا كبيرا وحصلت على عدة عروض في المايانامارية. فازت بالعديد من الالقاب و جائزة لجنة التحكيم الخاصة بوولاية كيرالاللفيلم ذاته. بهافانا كانت طالبة في الفصل الحادي عشر عندما حققت نجاحها في الأفلام. مثلت تقريبا مع جميع الممثلين في المايانامارية بما موهانلال، ماموتي، سوريش جوبي، ديليب، جايارام، بريثفيراج، كونشاكو بوبان، جاياسوريا الخ. في عام 2003، أصبحت جزءا من أفلام الضرب مثل كورنيك بكالوريوس، سيد موسا، سوابنكودو الخ. في عام 2004 تحولت حياتها المهنية إلي القاتمة. أفلامها مثل مهرجان الشباب، بارايام، بونجلافي أوثا الخ قصفت في شباك التذاكر. حياتها المهنية لم تكن ناجحة في عام 2004. في عام 2005 مثلت في يودابانايو ثارام، هريداياثيل سوكشيككان، الشرطة ، دايفاناماثيل، شانثيوبوتبووناران. الأفلام يودابانايوثارام، شانثيوبوتبو وناران تحول إلى قنابل ضخمة ودايفاناماثيل هتف له بشكل انتقادي. حصلت على جائزة ولاية كيرالا السينمائية لأدائها كأفضل ممثلة ثانية لدايفاناماثيل في عام 2006. في عام 2006 مثلت في عدة أفلام مثل شينثاماني كولاكاس، الشطرنج، وكانت ناجحة. في عام 2007، فيلمها جنبا إلى جنب مع موهانلال، شوتا مومباي تحول إلى الإقبال شديد. كان فيلمها الثالث، مقترن مع موهانلال. بعد عام 2007، ركزت كثيرا على أفلام تاميل السينمائية. في عام 2008، والنجم المتعدد العشرون : 20 شهد عودتها إلى السينما المايانامارية. الإصدارات الأخيرة لها في المايانامارية تشمل المصاصة وساجار الاسم المستعار جاكي.
أول افلام تاميل لها قد عرضه في الاصل كودال ناجار بهاراث المعاكس ولكنه تأجل بسبب بعض الصعوبات القنية، ولكنه أكتمل وأفرج عنه في نيسان / أبريل 2007. أول فيلم تاميل صدر لها شيثيرام بيسيوثاديمع ممثل مالايا نارين كان نجاحا كبيرا وبعد هذا الفيلم الناجح حصلت على العديد من العروض في تاميل وحاليا تقوم بالعديد من المشاريع مع ممثلي تاميل المشهورين مثل مادهافان، جايام رافي، بهاراث وسريكانث. 

## الجوائز التي حصل عليها
- 2005 : جائزة ولاية كيرالا السينمائية لأفضل ممثلة ثانية-- دايفاناماثيل
- 2006 : جائزة التاميل فيلمفير لأفضل أنثى لاول مرة-- شيثيرامبيسيوثادي
- 2006 : جائزة التاميل فلم فير لأفضل ممثلة -- شيثيرامبيسيوثادي

## قائمة الأفلام
| العام               | العنوان                            | الدور              | اللغة      | ملاحظات                                                                                |
| 2002                | نامال                              | باريمالام          | الماليالام |                                                                                        |
| 2003                | كرونيك بكالوريوس                   | سانديا             | الماليالام |                                                                                        |
| 2003                | ثيلاكام                            | جوري               | الماليالام | ظهور خاص                                                                               |
| 2003                | سيدموسا                            | مينا               | الماليالام |                                                                                        |
| 2003                | ايفار                              | ناندهيني           | الماليالام |                                                                                        |
| 2003                | سوايناكوديو                        | بادما              | الماليالام |                                                                                        |
| 2003                | فالاثوتيو ثيرينجال نالاماثي فييديو | سانجيثا فارما      | الماليالام |                                                                                        |
| و في نفس العام أيضاً | بارايام                            |                    | الماليالام |                                                                                        |
| و في نفس العام أيضاً | شاثيكاثا شانثو                     | أنديرا             | الماليالام |                                                                                        |
| و في نفس العام أيضاً | مهرجان الشباب                      | بارفاثي            | الماليالام |                                                                                        |
| و في نفس العام أيضاً | المدرج                             |                    | الماليالام | ظهور خاص                                                                               |
| و في نفس العام أيضاً | أمريوثام                           | مرديولا            | الماليالام |                                                                                        |
| و أخيرا في عام 2005 | بيونجلافيل أوثا                    |                    | الماليالام |                                                                                        |
| و أخيرا في عام 2005 | يودابانايوثارام                    | جاياثري            | الماليالام | ضيف شرف                                                                                |
| و أخيرا في عام 2005 | هريداياثيلسوكشيككان                | أمريتا             | الماليالام |                                                                                        |
| و أخيرا في عام 2005 | الشرطة                             | سيثيولاكشمي        | الماليالام |                                                                                        |
| و أخيرا في عام 2005 | دايفاناماثيل                       | سميرة              | الماليالام |                                                                                        |
| و أخيرا في عام 2005 | شاندهيوبوتيو                       | روزا               | الماليالام |                                                                                        |
| و أخيرا في عام 2005 | ناران                              | ليلا               | الماليالام |                                                                                        |
| و أخيرا في عام 2005 | حافلة المحاضرة                     | سيوجاندهاي         | الماليالام |                                                                                        |
| 2006                | شيثيرامبيسيوثادي                   | شاريومايثي (شاريو) | التاميلية  | الفائز، جائزة أول مرة ظهور أنثى فلم فير تاميل الفائز، جائزة أفضل ممثلة التاميل فلم فير |
| 2006                | شينثامانيكولاكاس                   | شينثاماني وارير    | الماليالام |                                                                                        |
| 2006                | كيسان                              |                    | الماليالام |                                                                                        |
| 2006                | الشطرنج                            | الدكتورة راديكا    | الماليالام |                                                                                        |
| 2006                | كيزهاكيو كادالكاراي سالاي          | برايا              | التاميلية  |                                                                                        |
| 2006                | فيايل                              | ميناكشي            | التاميلية  |                                                                                        |
| 2007                | ديبافالاي                          | سوزى               | التاميلية  |                                                                                        |
| 2007                | كودال ناجار                        | مانييميكالاي       | التاميلية  |                                                                                        |
| 2007                | شوتامومباي                         | 'باراكيوم ' اثا    | الماليالام |                                                                                        |
| 2007                | آريا                               | ديبيكا             | التاميلية  |                                                                                        |
| 2007                | رامسوارام                          | فاسانثي            | التاميلية  |                                                                                        |
| 2008.               | فازاثيوجال                         | كايالفيزهاي        | التاميلية  |                                                                                        |
| 2008.               | أونتاري                            | بيوجي              | التيلجو    |                                                                                        |
| 2008.               | الملا                              |                    | الماليالام | ظهور خاص                                                                               |
| 2008.               | جايامكوندان                        | أنابيوراني         | التاميلية  |                                                                                        |
| 2008.               | بطل                                | كريشنافيني         | التيلجو    |                                                                                        |
| 2008.               | العشرين : 20                       | أشواثي نامبيار     | الماليالام |                                                                                        |
| 2008.               | وليبوب                             | روسيبيلا           | الماليالام |                                                                                        |
| 2009                | ساجار الاسم المستعار جاكي          | اراثي مينون        | الماليالام |                                                                                        |
| 2009                | الشتاء                             | شياما رامداس       | الماليالام |                                                                                        |
| 2009                | أسال                               |                    | التاميلية  | الإفراج في 27 تشرين الثاني                                                             |
| 2009                | روبن هود                           |                    | الماليالام | التصوير                                                                                |
| 2009                | المهاتما                           |                    | التيلجو    | التصوير                                                                                |
| 2010                | شيري                               |                    | التاميلية  | التصوير                                                                                |

## وصلات خارجية
- بيهافانا بالاشاندران على موقع IMDb (الإنجليزية)
- بيهافانا بالاشاندران على موقع روتن توميتوز (الإنجليزية)
- بيهافانا بالاشاندران على موقع أول موفي (الإنجليزية)
- بيهافانا بالاشاندران على موقع قاعدة بيانات الفيلم (الإنجليزية)
- بيهافانا بالاشاندران على موقع ليتربوكسد (الإنجليزية)
- بيهافانا بالاشاندران على موقع كينوبويسك (الروسية)